# Bruno Sancho
Pour les articles homonymes, voir Sancho.
Bruno de Matos Sancho, né le 13 décembre 1985 à Mortágua, est un coureur cycliste portugais. Son frère aîné Hugo a lui aussi été coureur cycliste.

## Palmarès sur route

### Par année
- 2006
  - 1re et 4e étapes du Tour du Portugal de l'Avenir
- 2007
  - Troféu E. Leclerc
  - 1re étape du Tour de Galice
  - 1re étape du Grande Prémio Vinhos da Estremadura
- 2008
  - 3e du Circuito da Moita
- 2009
  - Prova de Abertura
  - 3e étape du Grand Prix de Gondomar
  - 2e du Circuito de São Bernardo
- 2010
  - 3e étape du Grand Prix de Gondomar
  - 2e du Circuito de São Bernardo
  - 3e de la Clássica de Tavira
  - 3e du Circuito da Moita
- 2011
  - 2e étape du Tour de l'Alentejo
  - 2e du Circuito do Restaurante Alpendre
  - 2e de la Clássica do Sotavento
  - 2e du Circuito da Moita
  - 3e du Mémorial Bruno Neves
  - 3e du Tour de l'Alentejo
- 2014
  - 2e du Grand Prix de Mortágua
  - 2e du Circuito de Curia
  - 2e du Circuito de São Bernardo
  - 2e du Circuito da Moita
  - 2e de la Taça Nacional de Circuitos
- 2015
  - 2e étape de la Volta ao Alto Támega
  - 2e du Circuito da Moita
  - 2e du Circuito Ribeiro da Silva
  - 3e du Circuito de São Bernardo
  - 3e du Grande Prémio do Dão
- 2016
  - 2e du Grand Prix Anicolor
  - 2e du Circuito de São Bernardo

### Classements mondiaux
| Année           | 2008  | 2009 | 2010 | 2011 | 2012 | 2013 | 2014 |
| --------------- | ----- | ---- | ---- | ---- | ---- | ---- | ---- |
| UCI Europe Tour | 1077e |      | 855e | 240e |      | 899e |      |
| UCI Asia Tour   |       |      |      |      |      |      | 334e |

## Palmarès en VTT
- 2020
  - 3e du championnat du Portugal de cross-country marathon
- 2021
  -  Champion du Portugal de cross-country marathon
- 2022
  - 2e du championnat du Portugal de cross-country marathon